# Electronica 1: The Time Machine
Electronica 1: The Time Machine är den franske kompositören Jean Michel Jarres fjortonde studioalbum. Det släpptes den 16 oktober 2015 av skivbolaget Columbia Records. Albumet är ett samarbete mellan Jarre och 15 olika artister, inklusive Vince Clarke, Gesaffelstein, M83, Armin van Buuren,John Carpenter, Robert "3D" Del Naja (från Massive Attack), Pete Townshend (från The Who) och den framlidne Edgar Froese (från Tangerine Dream), där detta samarbete var ett av Froeses sista projekt innan denne dog i januari 2015.
Jarre tillkännagav den 20 april 2015 att ett samarbete med den franske technoproducented Gesaffelstein resulterat i låten Conquistador. Den 15 maj 2015 meddelade Jarre att ett annat samarbete, nu med franska musikgruppen M83, gett upphov till spåret Glory, och en musikvideo släpptes den 23 juni 2015. Ett tredje samarbete, med tyska gruppen Tangerine Dream, offentliggjordes den 22 juni 2015.
Dessa samarbeten annonserades över flera månader 2015 innan Jarre tillkännagav albumet den 10 juli 2015, då med namnet "E-project". Det blev hans första släppta album med originalmusik sedan Téo & Téa 2007. Förbeställningar annonserades, och 2 limited edition boxar.
Den 28 augusti 2015 släpptes mer detaljer om albumet och titeln ändrades till Electronica volume 1 (The Time Machine). Samtidigt tillkännagavs spåret If..!, ett samarbete med Little Boots. En trailer släpptes med tillkännagivandet där Jarre diskuterar albumets koncept och hur projektet organiserats. En andra volym släpptes i maj 2016.

## Bakgrund
I en intervju med Billboard nämnde Jarre att "Jag har under en längre tid velat berätta en historia om historien bakom elektronisk musik och dess arv från min synvinkel, från när jag började till nutid. Jag planerade att komponera och samarbeta med en mängd artister som, direkt eller indirekt, har kopplingar till scenen, med människor jag beundrar för deras bidrag till vår genre, som representerat en inspirationskälla för mig de senaste fyra decennierna jag skapat musik, men som också har ett omisskännligt unikt sound. När jag började hade jag ingen aning om hur projektet skulle utvecklas, men jag var förtjust att alla de jag bjöd in accepterade min inbjudan."
Electronicaprojektet började 2011 med Jarres samarbete med David Lynch.

## Påskägg
Spektrogramet av låten Continuous Mix innehåller flera gömda hemlisar. Användaren "audiolab" på forumet rt22.mybb3.ru avslöjade fraserna "Ancient astronauts", "Always trust your vision", Jarres porträtt samt en okänd bitsekvens. Jan Szulew avkrypterade bitsekvensen till två 32-bitars binära strängar med flyttal som beskriver latitud och longitud i WGS84-format till mittpunkten av Luxorobelisken på Place de la Concorde där Jarre höll sin första stora konsert 1979.

## Låtförteckning
| Nr           | Titel                                    | Kompositör                                 | Längd |
| ------------ | ---------------------------------------- | ------------------------------------------ | ----- |
| 1.           | The Time Machine (med Boys Noize)        | Jarre, Alexander Ridha                     | 3:54  |
| 2.           | Glory (med M83)                          | Jarre, Anthony Gonzalez                    | 4:12  |
| 3.           | Close Your Eyes (med Air)                | Jarre, Nicholas Godin, Jean-Benoit Dunckel | 6:15  |
| 4.           | Automatic (Part 1) (med Vince Clarke)    | Jarre, Vince Clarke                        | 3:06  |
| 5.           | Automatic (Part 2) (med Vince Clarke)    | Jarre, Vince Clarke                        | 3:03  |
| 6.           | If..! (med Little Boots)                 | Jarre, Victoria Hesketh                    | 3:13  |
| 7.           | Immortals (med Fuck Buttons)             | Jarre, Benjamin Power, Andrew Hung         | 4:24  |
| 8.           | Suns Have Gone (med Moby)                | Jarre, Richard Melville Hall               | 5:55  |
| 9.           | Conquistador (med Gesaffelstein)         | Jarre, Mike Lévy                           | 3:09  |
| 10.          | Travelator (Part 2) (med Pete Townshend) | Jarre, Pete Townshend                      | 3:10  |
| 11.          | Zero Gravity (med Tangerine Dream)       | Jarre, Edgar Froese                        | 7:12  |
| 12.          | Rely on Me (med Laurie Anderson)         | Jarre, Laurie Anderson                     | 2:54  |
| 13.          | Stardust (med Armin van Buuren)          | Jarre, Armin Van Buuren                    | 4:37  |
| 14.          | Watching You (med 3D of Massive Attack)  | Jarre, Robert Del Naja, Euan Dickinson     | 4:09  |
| 15.          | A Question of Blood (med John Carpenter) | Jarre, John Carpenter                      | 2:58  |
| 16.          | The Train & The River (med Lang Lang)    | Jarre                                      | 7:13  |
| Total längd: | Total längd:                             | Total längd:                               | 68:20 |

| 17. | Continuous Mix (Ej tillgängligt i USA) | 70:27 |
| 18. | Glory (med M83) (video)                | 3:07  |
| 19. | If..! (med Little Boots) (video)       | 2:59  |